# Carabodes montanus
Carabodes montanus är en kvalsterart som beskrevs av Bernini 1979. Carabodes montanus ingår i släktet Carabodes och familjen Carabodidae. Inga underarter finns listade.